# Општина Стари град (Сарајево)
Општина Стари град је једна од девет општина које чине кантон Сарајево и једна од четири општине које чине административну јединицу град Сарајево. Захвата источну половину историјског дела Сарајева, укључујући Алифаковац, Башчаршију, Бендбашу, Бистрик, и Вратник. Граничи са општином Илијаш на северу, Источни стари град на истоку, Источно Ново Сарајево на југу, и са општинама Центар и Ново Сарајево на западу. Општина покрива површину од 51,4  на којој, према проценама из 2002. године, живи отприлике 38.167 људи. Густина насељености у општини је 742,5 ст./. Многе од најпознатијих Сарајевских грађевина се налазе у Старом граду, укључујући Гази Хусрев-бегову џамију и Стару православну цркву из 16. вијека. Начелник општине је Ирфан Ченгић (СДП).

## Становништво
По последњем службеном попису становништва из 1991. године, општина Стари град (једна од градских општина града Сарајева) имала је 50.744 становника, распоређених у 16 насељених места.
| Становништво општине Стари град |                 |                 |                 |
| година пописа                   | 1991.           | 1981.           | 1971.           |
| Муслимани                       | 39.410 (77,66%) | 38.841 (69,13%) | 74.354 (58,73%) |
| Срби                            | 5.150 (10,14%)  | 6.375 (11,34%)  | 27.658 (21,84%) |
| Хрвати                          | 1.126 (2,21%)   | 1.510 (2,68%)   | 12.903 (10,19%) |
| Југословени                     | 3.374 (6,64%)   | 7.317 (13,02%)  | 5.944 (4,69%)   |
| остали и непознато              | 1.684 (3,31%)   | 2.138 (3,80%)   | 5.739 (4,53%)   |
| укупно                          | 50.744          | 56.181          | 126.598         |

На попису становништва из 1971. године, општина Стари град је била јединствена са општином Центар.

## Насељена мјеста
Послије потписивања Дејтонског споразума општина Стари град је подијељена. У састав Федерације Босне и Херцеговине ушла су насељена мјеста: Сарајево-дио, Барице, Близанци, Доње Биоско и Мочиоци, те дијелови насељених мјеста: Фалетићи и Горње Биоско. У састав Републике Српске ушла су насељена мјеста: Булози, Доње Међуше, Довлићи, Горње Међуше, Хреша, Кумане, Њеманица, Студенковићи и Вучија Лука, те дијелови насељених мјеста: Фалетићи и Горње Биоско. Од овог подручја формирана је општина Источни стари град.